# Länsrätten i Östergötlands län
Länsrätten i Östergötlands län var en av Sveriges länsrätter. Dess domkrets omfattade Östergötlands län. Kansliort var Linköping. Länsrätten i Östergötlands län låg under Kammarrätten i Jönköping.
Östergötlands län hör från den 15 februari 2010 till domkretsen för Förvaltningsrätten i Linköping.

## Domkrets
Eftersom Länsrättens i Östergötlands län domkrets bestod av Östergötlands län, omfattade den Boxholms, Finspångs, Kinda, Linköpings, Mjölby, Motala, Norrköpings, Söderköpings, Vadstena Valdemarsviks, Åtvidabergs och Ödeshögs kommuner. Beslut av kommunala myndigheter i dessa kommuner överklagades därför som regel till Länsrätten i Östergötlands län. Mål om offentlighet och sekretess överklagades dock direkt till Kammarrätten i Jönköping.

## Centrala statliga myndigheter vars beslut överklagades till Länsrätten i Östergötlands län
Beslut av Luftfartsverket, Sjöfartsverket och Transportstyrelsen överklagades till Länsrätten i Östergötlands län. I Transportstyrelsens fall var emellertid Länsrätten i Örebro län särskilt utpekad som exklusiv domstol för mål som överklagades från Transportstyrelsens enhet Trafikregistret enligt lagen (2001:558) om vägtrafikregister.
Beslut av Kriminalvården som överklagades till länsrätt skulle tas upp av Länsrätten i Östergötlands län om beslutet gällde en person som inte var inskriven vid en kriminalvårdsanstalt, ett häkte eller ett frivårdskontor i landet och beslutet avsåg ärenden enligt
1. lagen (1963:193) om samarbete med Danmark, Finland, Island och Norge angående verkställighet av straff m.m. eller
2. lagen (2001:617) om behandling av personuppgifter inom kriminalvården.